# Years of Living Dangerously

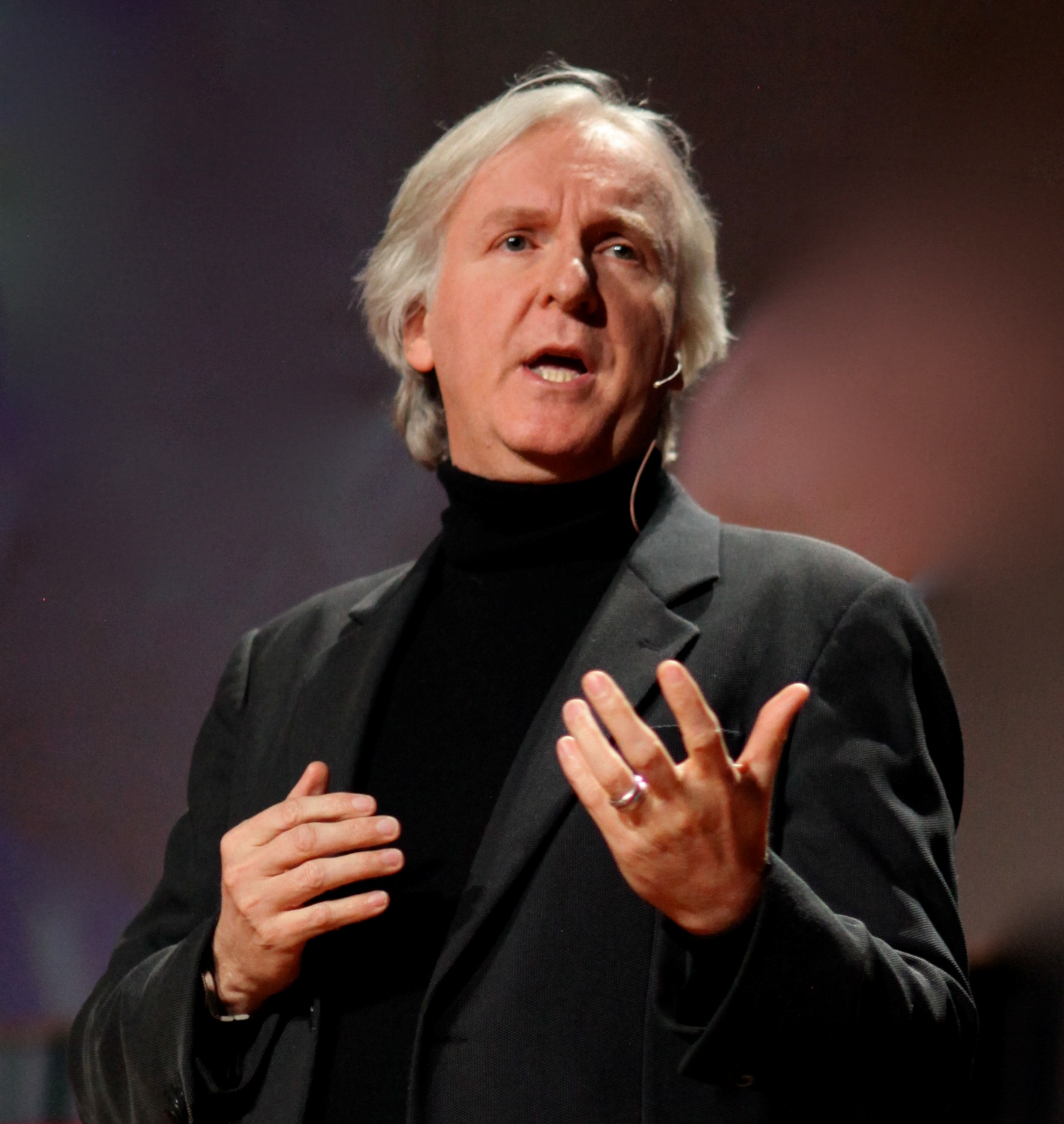
Executive Producer James Cameron

Years of Living Dangerously ist eine US-amerikanische Doku-Serie des US-Senders Showtime zur Klimakrise. Die erste Folge wurde am 13. April 2014 ausgestrahlt und einige Tage zuvor als Online-Stream verfügbar gemacht.
Executive Producer der Serie sind unter anderem James Cameron, Jerry Weintraub und Arnold Schwarzenegger. Die Folgen zeigen berühmte Hollywoodschauspieler, die als sogenannte „Korrespondenten“ in den USA und weltweit von den Ursachen und Folgen der globalen Erwärmung berichten. Dabei sprechen sie sowohl mit Experten (Klimaforschern) als auch normalen Bürgern, die von den Auswirkungen der Klimakrise bereits betroffen sind. Unter den Korrespondenten sind Harrison Ford, Matt Damon, Jessica Alba, Don Cheadle, America Ferrera, Arnold Schwarzenegger, Lesley Stahl, Mark Bittman, Ian Somerhalder, Olivia Munn und Michael C. Hall. Als wissenschaftliche Berater der Serie arbeiten zahlreiche international anerkannte Klimaforscher, unter anderem Joseph Romm und Heidi Cullen als „chief science advisors“ sowie Michael Oppenheimer, James E. Hansen, der ehemalige Leiter des NASA Goddard Institute for space studies Michael E. Mann, dessen bekannte „Hockeystick Kurve“ zu den Grundlagen der Klimaforschung zählt, und weitere. Auch bekannte Umweltaktivisten wie die Primatenforscherin Jane Goodall und der Geschäftsführer von Greenpeace international Kumi Naidoo sind beratend für die Serie tätig.
Produzent und Darsteller Arnold Schwarzenegger sagte zu seinen Beweggründen, an der Serie mitzuwirken: „Ich denke, die Umweltbewegung kann nur erfolgreich sein, wenn wir einfach und klar [in unseren Aussagen] sind und es zu einer menschlichen Geschichte machen. Wissenschaftler würden niemals die Aufmerksamkeit bekommen wie jemand aus dem Show-Business.“

## Episoden
In Folge 1 berichten Don Cheadle, Harrison Ford und Thomas L. Friedman abwechselnd aus verschiedenen Teilen der Welt. Cheadle besucht die von den Folgen der extremen Dürre im Südwesten der USA (in den Jahren 2010–2013) besonders betroffene Ortschaft Plainview in Texas. Dabei trifft er die Klimaforscherin und gläubige Christin Katharine Hayhoe, die in christlichen Gemeinden von den Zusammenhängen zwischen Extremwetterereignissen und Klimaveränderungen berichtet. Ford besucht Torfwälder und Palmölplantagen in Indonesien, um sich ein Bild von der immer schneller voranschreitenden Zerstörung dieser natürlichen Kohlenstoffsenken zu machen. Friedman untersucht die möglichen Zusammenhänge zwischen einer „Megadürre“ in Syrien und dem kurz darauf beginnenden Bürgerkrieg.
Die weiteren Folgen gehen auf folgende Themen ein:

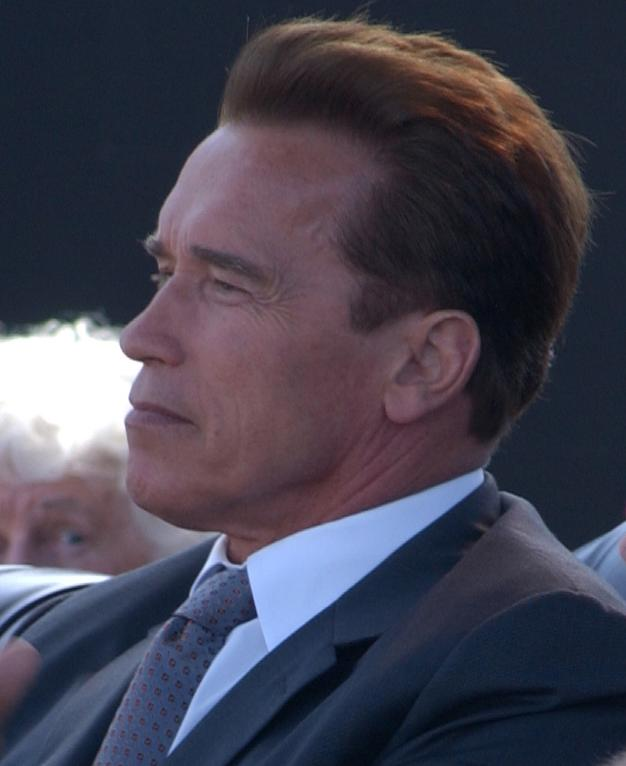
Arnold Schwarzenegger, Executive Producer und einer der Korrespondenten der Serie

- Jessica Alba berichtet von Bemühungen, die Wirtschaft umweltverträglicher zu gestalten;
- Mark Bittman untersucht den Meeresspiegelanstieg und die Folgen der Schiefergasförderung durch Fracking;
- Matt Damon zeigt auf, wie sich extreme Hitzewellen auf die Gesundheitssysteme auswirken können;
- America Ferrera berichtet von den politischen Hemmnissen für einen großflächigen Ausbau der Solar- und Windenergie;
- Michael C. Hall reist nach Bangladesch, um schon heute zu sehen, wie der Klimawandel uns in den kommenden Jahrzehnten weltweit betreffen kann;
- Chris Hayes berichtet von den Auswirkungen des Supersturms Sandy in den USA;
- Olivia Munn begleitet den neugewählten Gouverneur des US-Bundesstaates Washington, der den Kampf gegen die Klimakrise als eine seiner Topprioritäten ansieht;
- M. Sanjayan berichtet von den weltweiten Folgen der globalen Erwärmung;
- Arnold Schwarzenegger begleitet eine Gruppe von Feuerwehr-Spezialisten bei ihrem Kampf gegen Waldbrände im Westen der USA;
- Ian Somerhalder begleitet die Tochter des evangelikalen Predigers Rick Joyner bei ihrem Versuch, Gemeinden und Prediger (einschließlich ihres Vaters) in North Carolina dazu zu bewegen, gegen die Klimakrise aktiv zu werden; und
- Lesley Stahl reist nach Grönland, um sich ein Bild vom Abschmelzen des grönländischen Eisschildes zu machen.

## Ausstrahlung
Die Serie lief im US-Sender Showtime. Die Pilotfolge ist frei im Internet verfügbar.
Das Unternehmen Electus International hat die internationalen Rechte an der Serie erworben.

## Auszeichnungen
Years of Living Dangerously erhielt 2014 einen Emmy in der Kategorie „Herausragende Dokumentar- und Sachfilmeserien“. Die Serie erhielt ebenfalls 2014 den Environmental Media Award, einen amerikanischen Umweltmedienpreis.